# Ахундов-Гургенли, Ахмет
Ахмед Ахундов-Гургенли (23 марта 1909, Кумуш-Депе — 1943, Ленинградская область) — туркменский советский литератор, писатель, поэт и собиратель фольклора, автор учебников.

## Биография
Родился в туркменском поселке Кумуш-Депе на территории современного Ирана, находящийся в долине реки Гурген ("Гургенли"). Его отец, Реджеп Ахун (отсюда и фамилия Ахундов), был сыном народного туркменского поэта Аллагулы Шахыр.
1928 — переходит границу Туркменской ССР и получает гражданство СССР. К началу 1930 года начинает свою литературную деятельность. Собирает народные легенды, сказания. Принял очень активное участие наряду с Ата Говшудовым в сборе материалов, а затем и в дальнейшем редактировании туркменского народного эпоса Гёроглы. Ахундов-Гургенли известен также как собиратель произведений туркменских поэтов XVIII и XIX веков: Кемине, Зелили и т.д.
Ахундов-Гургенли — автор ряда учебников туркменской литературы для средних школ, сборника рассказов и стихотворений.
В "Литературной энциклопедии", Т. 11 (1939 год) в статье "Туркменская литература" отмечено:

" ...советский Туркменистан имеет еще целый ряд молодых писателей и поэтов, как Ата Каушутов, Меред, Клычев, Помма-Нур-Бердыев, Чары-Кулиев, Монтон Джанмурадов, Ахмед Ахундов-Гургенли... 

В 1943 году, не окончив аспирантуру в Ленинграде, пошёл добровольцем на фронт Великой Отечественной войны. В этом же 1943 году погибает от осколка гранаты на территории Ленинградской области.